# كندور
الكَندور أو النَّسْر الفحَّاح هو طائر ضخم، ويعتبر من أضخم الطيور القادرة على التحليق عالياً. يعيش هذا الطائر بنوعيه في الجبال في الأمريكيتين.و كغيره من النسور هو يأكل الجثث
يطلق اسم الكَندور على نوعين من نسور العالم الجديد، لكنهما ينتميان لجنسين مختلفين. وهي أكبر الطيور البرية المحلقة في نصف الأرض الغربي. وهذان النوعان هما:
- كندور الأنديز، ويعيش في جبال الأنديز، ويبلغ وزن الطيور من 11 إلى 15 كيلوغراماً.
- كندور كاليفورنيا، وينحصر وجوده حالياً في الجبال الساحلية الغربية من الولايات المتحدة الأمريكية والمكسيك يبلغ وزن الطيور البالغة من 7 إلى 14.1 كيلوغراماً.

## التصنيف

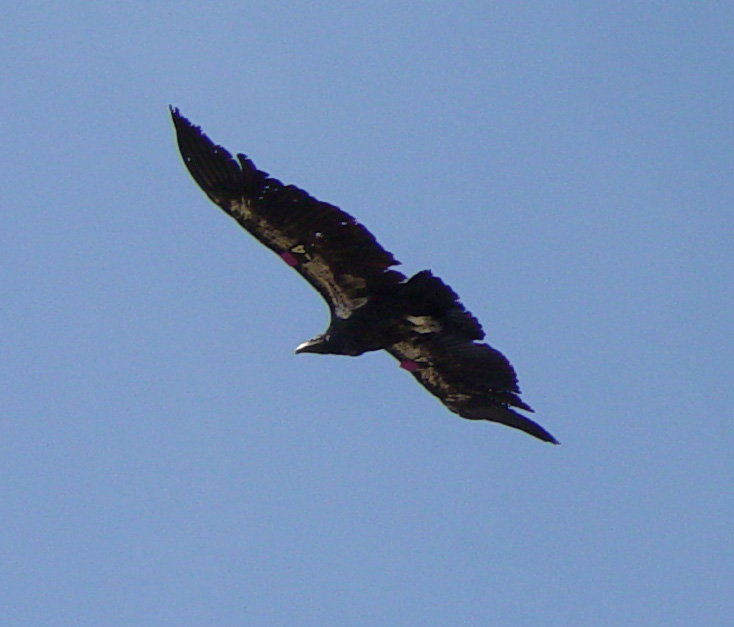
كُندور كاليفورنيا يطير بسرعة عالية.

تنتمي نسور الكندور إلى عائلة نسور العالم الجديد، في حين ينتمي 16 نوعاً من نسور العالم القديم إلى فصيلة البازية، التي تضم والعقبان وطيور الباز و الحدأة. تطورت نسور العالم الجديد والعالم القديم من أسلاف مختلفة؛ لكنها جميعاً على حدٍ سواء تأكل الجيف، وتتميّز برؤوس عارية من الريش.

## السجل الأحفوري
تم العثور على أحافير من العصر الجليدي في مختلف أنحاء أمريكا الشمالية، بما في ذلك نيويورك وفلوريدا، وهذا ما قاد كبار العلماء إلى الاعتقاد بأن أجداد كندور كاليفورنيا قد عاشت على الساحل الغربي لأمريكا الشمالية وكذلك على طول الطريق إلى الساحل الشرقي. ويعتقد بعض العلماء بوجود أسلاف قديمة للكُندور، فقد يكون نسر الأرجنتين من أمريكا الجنوبية أكبر طائر محلق في كافة الأوقات مطلقاً، إذ بلغ طول المسافة بين جناحيه حوالي 7 أمتار.

## معرض صور

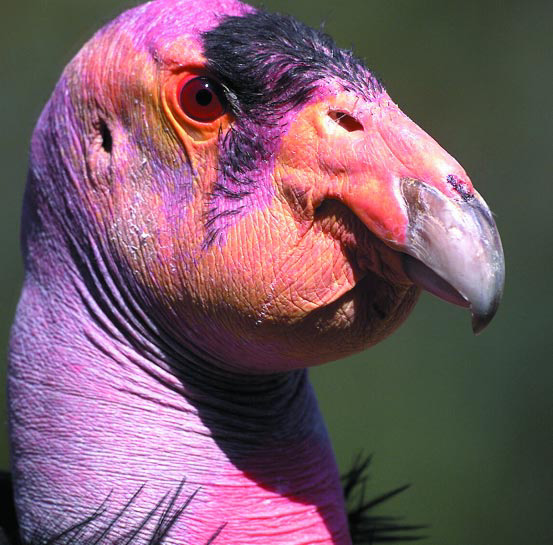
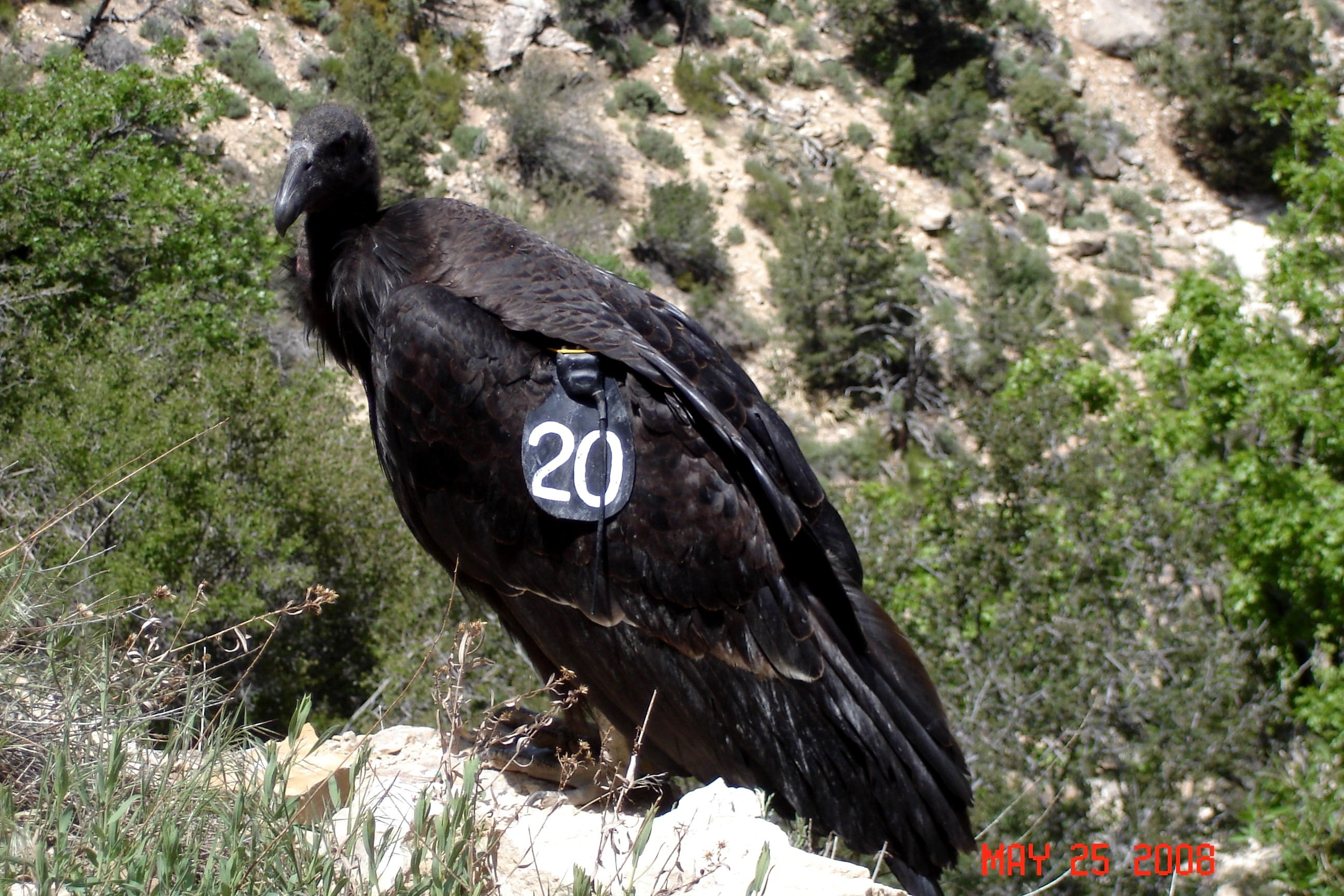
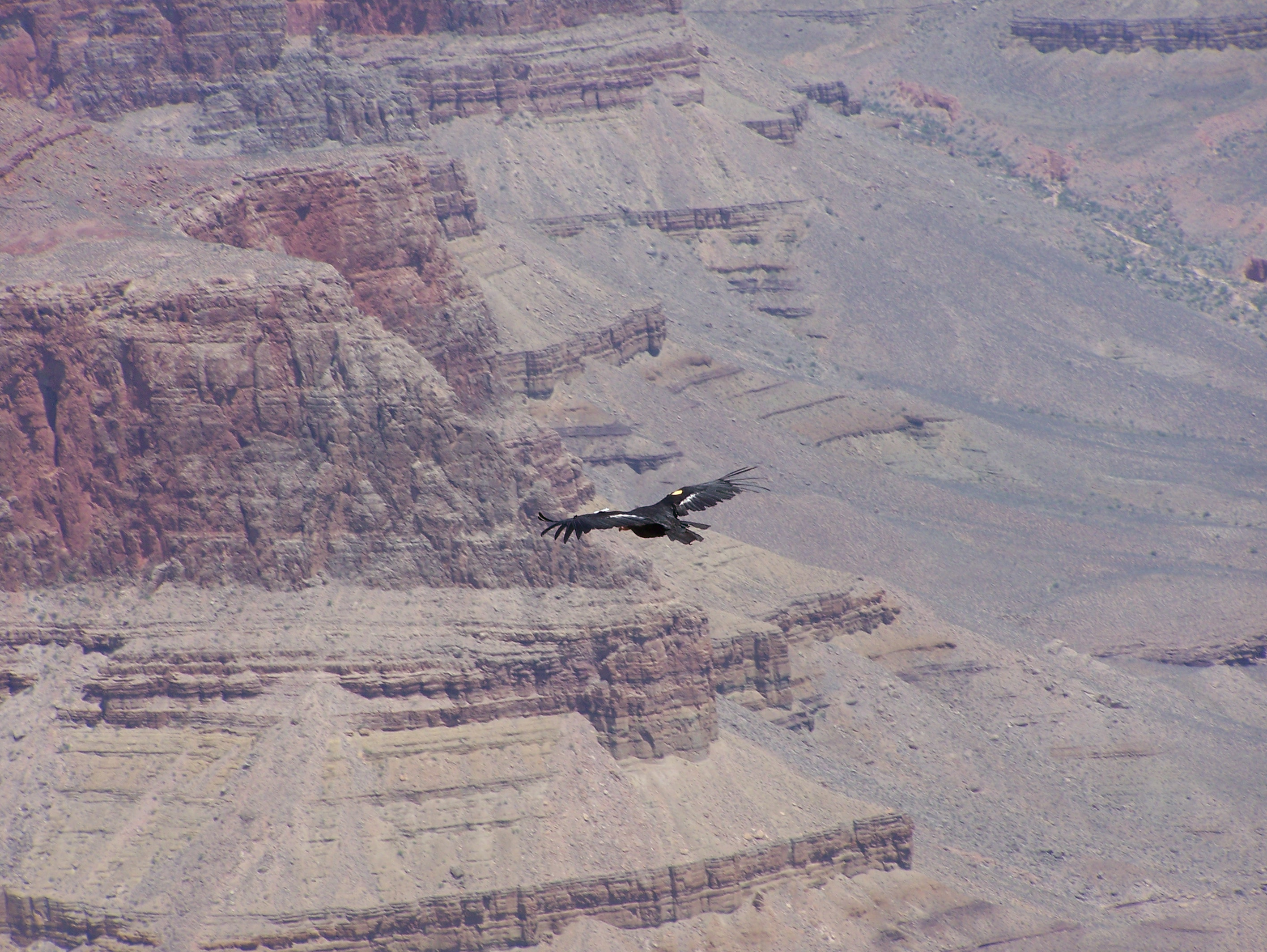
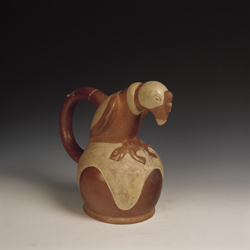